# Фокса тема
Те́ма Фо́кса — тема в шаховій композиції кооперативного жанру. Суть теми — в одній фазі біла фігура жертвується або береться, а в іншій фазі ця фігура матує.

## Історія
Російський шаховий композитор Олексій Івунін в українському шаховому журналі «Проблеміст України» № 2(48) 2016 року опублікував статтю «Зілахі — не-Зілахі». В цій статті описано ряд ідей, споріднених з темою Зілахі, зокрема є опис ідеї, яку виразив у задачі англійський шаховий композитор Чарлес Массон Фокс (09.11.1866 — 11.10.1935).
Для вираження цієї ідеї в задачі має бути, як мінімум, дві фази. В одній фазі біла фігура або активно жертвується, або пасивно береться чорною фігурою, в іншій фазі ця біла фігура оголошує мат. В цій ідеї немає чергування функцій білих (жертовна фігура — матуюча фігура).
В статті Олексій Івунін запропонував, щоб цю ідею назвати — тема Фокса.
|   | a | b | c | d | e | f | g | h |   |
| 8 | d8 чорний слон · e6 чорний пішак · g6 чорний пішак · a5 біла тура · g5 білий слон · b4 чорний пішак · e4 чорний король · g4 чорний кінь · e2 білий кінь · f2 білий пішак · e1 білий король | d8 чорний слон · e6 чорний пішак · g6 чорний пішак · a5 біла тура · g5 білий слон · b4 чорний пішак · e4 чорний король · g4 чорний кінь · e2 білий кінь · f2 білий пішак · e1 білий король | d8 чорний слон · e6 чорний пішак · g6 чорний пішак · a5 біла тура · g5 білий слон · b4 чорний пішак · e4 чорний король · g4 чорний кінь · e2 білий кінь · f2 білий пішак · e1 білий король | d8 чорний слон · e6 чорний пішак · g6 чорний пішак · a5 біла тура · g5 білий слон · b4 чорний пішак · e4 чорний король · g4 чорний кінь · e2 білий кінь · f2 білий пішак · e1 білий король | d8 чорний слон · e6 чорний пішак · g6 чорний пішак · a5 біла тура · g5 білий слон · b4 чорний пішак · e4 чорний король · g4 чорний кінь · e2 білий кінь · f2 білий пішак · e1 білий король | d8 чорний слон · e6 чорний пішак · g6 чорний пішак · a5 біла тура · g5 білий слон · b4 чорний пішак · e4 чорний король · g4 чорний кінь · e2 білий кінь · f2 білий пішак · e1 білий король | d8 чорний слон · e6 чорний пішак · g6 чорний пішак · a5 біла тура · g5 білий слон · b4 чорний пішак · e4 чорний король · g4 чорний кінь · e2 білий кінь · f2 білий пішак · e1 білий король | d8 чорний слон · e6 чорний пішак · g6 чорний пішак · a5 біла тура · g5 білий слон · b4 чорний пішак · e4 чорний король · g4 чорний кінь · e2 білий кінь · f2 білий пішак · e1 білий король | 8 |
| 7 | d8 чорний слон · e6 чорний пішак · g6 чорний пішак · a5 біла тура · g5 білий слон · b4 чорний пішак · e4 чорний король · g4 чорний кінь · e2 білий кінь · f2 білий пішак · e1 білий король | d8 чорний слон · e6 чорний пішак · g6 чорний пішак · a5 біла тура · g5 білий слон · b4 чорний пішак · e4 чорний король · g4 чорний кінь · e2 білий кінь · f2 білий пішак · e1 білий король | d8 чорний слон · e6 чорний пішак · g6 чорний пішак · a5 біла тура · g5 білий слон · b4 чорний пішак · e4 чорний король · g4 чорний кінь · e2 білий кінь · f2 білий пішак · e1 білий король | d8 чорний слон · e6 чорний пішак · g6 чорний пішак · a5 біла тура · g5 білий слон · b4 чорний пішак · e4 чорний король · g4 чорний кінь · e2 білий кінь · f2 білий пішак · e1 білий король | d8 чорний слон · e6 чорний пішак · g6 чорний пішак · a5 біла тура · g5 білий слон · b4 чорний пішак · e4 чорний король · g4 чорний кінь · e2 білий кінь · f2 білий пішак · e1 білий король | d8 чорний слон · e6 чорний пішак · g6 чорний пішак · a5 біла тура · g5 білий слон · b4 чорний пішак · e4 чорний король · g4 чорний кінь · e2 білий кінь · f2 білий пішак · e1 білий король | d8 чорний слон · e6 чорний пішак · g6 чорний пішак · a5 біла тура · g5 білий слон · b4 чорний пішак · e4 чорний король · g4 чорний кінь · e2 білий кінь · f2 білий пішак · e1 білий король | d8 чорний слон · e6 чорний пішак · g6 чорний пішак · a5 біла тура · g5 білий слон · b4 чорний пішак · e4 чорний король · g4 чорний кінь · e2 білий кінь · f2 білий пішак · e1 білий король | 7 |
| 6 | d8 чорний слон · e6 чорний пішак · g6 чорний пішак · a5 біла тура · g5 білий слон · b4 чорний пішак · e4 чорний король · g4 чорний кінь · e2 білий кінь · f2 білий пішак · e1 білий король | d8 чорний слон · e6 чорний пішак · g6 чорний пішак · a5 біла тура · g5 білий слон · b4 чорний пішак · e4 чорний король · g4 чорний кінь · e2 білий кінь · f2 білий пішак · e1 білий король | d8 чорний слон · e6 чорний пішак · g6 чорний пішак · a5 біла тура · g5 білий слон · b4 чорний пішак · e4 чорний король · g4 чорний кінь · e2 білий кінь · f2 білий пішак · e1 білий король | d8 чорний слон · e6 чорний пішак · g6 чорний пішак · a5 біла тура · g5 білий слон · b4 чорний пішак · e4 чорний король · g4 чорний кінь · e2 білий кінь · f2 білий пішак · e1 білий король | d8 чорний слон · e6 чорний пішак · g6 чорний пішак · a5 біла тура · g5 білий слон · b4 чорний пішак · e4 чорний король · g4 чорний кінь · e2 білий кінь · f2 білий пішак · e1 білий король | d8 чорний слон · e6 чорний пішак · g6 чорний пішак · a5 біла тура · g5 білий слон · b4 чорний пішак · e4 чорний король · g4 чорний кінь · e2 білий кінь · f2 білий пішак · e1 білий король | d8 чорний слон · e6 чорний пішак · g6 чорний пішак · a5 біла тура · g5 білий слон · b4 чорний пішак · e4 чорний король · g4 чорний кінь · e2 білий кінь · f2 білий пішак · e1 білий король | d8 чорний слон · e6 чорний пішак · g6 чорний пішак · a5 біла тура · g5 білий слон · b4 чорний пішак · e4 чорний король · g4 чорний кінь · e2 білий кінь · f2 білий пішак · e1 білий король | 6 |
| 5 | d8 чорний слон · e6 чорний пішак · g6 чорний пішак · a5 біла тура · g5 білий слон · b4 чорний пішак · e4 чорний король · g4 чорний кінь · e2 білий кінь · f2 білий пішак · e1 білий король | d8 чорний слон · e6 чорний пішак · g6 чорний пішак · a5 біла тура · g5 білий слон · b4 чорний пішак · e4 чорний король · g4 чорний кінь · e2 білий кінь · f2 білий пішак · e1 білий король | d8 чорний слон · e6 чорний пішак · g6 чорний пішак · a5 біла тура · g5 білий слон · b4 чорний пішак · e4 чорний король · g4 чорний кінь · e2 білий кінь · f2 білий пішак · e1 білий король | d8 чорний слон · e6 чорний пішак · g6 чорний пішак · a5 біла тура · g5 білий слон · b4 чорний пішак · e4 чорний король · g4 чорний кінь · e2 білий кінь · f2 білий пішак · e1 білий король | d8 чорний слон · e6 чорний пішак · g6 чорний пішак · a5 біла тура · g5 білий слон · b4 чорний пішак · e4 чорний король · g4 чорний кінь · e2 білий кінь · f2 білий пішак · e1 білий король | d8 чорний слон · e6 чорний пішак · g6 чорний пішак · a5 біла тура · g5 білий слон · b4 чорний пішак · e4 чорний король · g4 чорний кінь · e2 білий кінь · f2 білий пішак · e1 білий король | d8 чорний слон · e6 чорний пішак · g6 чорний пішак · a5 біла тура · g5 білий слон · b4 чорний пішак · e4 чорний король · g4 чорний кінь · e2 білий кінь · f2 білий пішак · e1 білий король | d8 чорний слон · e6 чорний пішак · g6 чорний пішак · a5 біла тура · g5 білий слон · b4 чорний пішак · e4 чорний король · g4 чорний кінь · e2 білий кінь · f2 білий пішак · e1 білий король | 5 |
| 4 | d8 чорний слон · e6 чорний пішак · g6 чорний пішак · a5 біла тура · g5 білий слон · b4 чорний пішак · e4 чорний король · g4 чорний кінь · e2 білий кінь · f2 білий пішак · e1 білий король | d8 чорний слон · e6 чорний пішак · g6 чорний пішак · a5 біла тура · g5 білий слон · b4 чорний пішак · e4 чорний король · g4 чорний кінь · e2 білий кінь · f2 білий пішак · e1 білий король | d8 чорний слон · e6 чорний пішак · g6 чорний пішак · a5 біла тура · g5 білий слон · b4 чорний пішак · e4 чорний король · g4 чорний кінь · e2 білий кінь · f2 білий пішак · e1 білий король | d8 чорний слон · e6 чорний пішак · g6 чорний пішак · a5 біла тура · g5 білий слон · b4 чорний пішак · e4 чорний король · g4 чорний кінь · e2 білий кінь · f2 білий пішак · e1 білий король | d8 чорний слон · e6 чорний пішак · g6 чорний пішак · a5 біла тура · g5 білий слон · b4 чорний пішак · e4 чорний король · g4 чорний кінь · e2 білий кінь · f2 білий пішак · e1 білий король | d8 чорний слон · e6 чорний пішак · g6 чорний пішак · a5 біла тура · g5 білий слон · b4 чорний пішак · e4 чорний король · g4 чорний кінь · e2 білий кінь · f2 білий пішак · e1 білий король | d8 чорний слон · e6 чорний пішак · g6 чорний пішак · a5 біла тура · g5 білий слон · b4 чорний пішак · e4 чорний король · g4 чорний кінь · e2 білий кінь · f2 білий пішак · e1 білий король | d8 чорний слон · e6 чорний пішак · g6 чорний пішак · a5 біла тура · g5 білий слон · b4 чорний пішак · e4 чорний король · g4 чорний кінь · e2 білий кінь · f2 білий пішак · e1 білий король | 4 |
| 3 | d8 чорний слон · e6 чорний пішак · g6 чорний пішак · a5 біла тура · g5 білий слон · b4 чорний пішак · e4 чорний король · g4 чорний кінь · e2 білий кінь · f2 білий пішак · e1 білий король | d8 чорний слон · e6 чорний пішак · g6 чорний пішак · a5 біла тура · g5 білий слон · b4 чорний пішак · e4 чорний король · g4 чорний кінь · e2 білий кінь · f2 білий пішак · e1 білий король | d8 чорний слон · e6 чорний пішак · g6 чорний пішак · a5 біла тура · g5 білий слон · b4 чорний пішак · e4 чорний король · g4 чорний кінь · e2 білий кінь · f2 білий пішак · e1 білий король | d8 чорний слон · e6 чорний пішак · g6 чорний пішак · a5 біла тура · g5 білий слон · b4 чорний пішак · e4 чорний король · g4 чорний кінь · e2 білий кінь · f2 білий пішак · e1 білий король | d8 чорний слон · e6 чорний пішак · g6 чорний пішак · a5 біла тура · g5 білий слон · b4 чорний пішак · e4 чорний король · g4 чорний кінь · e2 білий кінь · f2 білий пішак · e1 білий король | d8 чорний слон · e6 чорний пішак · g6 чорний пішак · a5 біла тура · g5 білий слон · b4 чорний пішак · e4 чорний король · g4 чорний кінь · e2 білий кінь · f2 білий пішак · e1 білий король | d8 чорний слон · e6 чорний пішак · g6 чорний пішак · a5 біла тура · g5 білий слон · b4 чорний пішак · e4 чорний король · g4 чорний кінь · e2 білий кінь · f2 білий пішак · e1 білий король | d8 чорний слон · e6 чорний пішак · g6 чорний пішак · a5 біла тура · g5 білий слон · b4 чорний пішак · e4 чорний король · g4 чорний кінь · e2 білий кінь · f2 білий пішак · e1 білий король | 3 |
| 2 | d8 чорний слон · e6 чорний пішак · g6 чорний пішак · a5 біла тура · g5 білий слон · b4 чорний пішак · e4 чорний король · g4 чорний кінь · e2 білий кінь · f2 білий пішак · e1 білий король | d8 чорний слон · e6 чорний пішак · g6 чорний пішак · a5 біла тура · g5 білий слон · b4 чорний пішак · e4 чорний король · g4 чорний кінь · e2 білий кінь · f2 білий пішак · e1 білий король | d8 чорний слон · e6 чорний пішак · g6 чорний пішак · a5 біла тура · g5 білий слон · b4 чорний пішак · e4 чорний король · g4 чорний кінь · e2 білий кінь · f2 білий пішак · e1 білий король | d8 чорний слон · e6 чорний пішак · g6 чорний пішак · a5 біла тура · g5 білий слон · b4 чорний пішак · e4 чорний король · g4 чорний кінь · e2 білий кінь · f2 білий пішак · e1 білий король | d8 чорний слон · e6 чорний пішак · g6 чорний пішак · a5 біла тура · g5 білий слон · b4 чорний пішак · e4 чорний король · g4 чорний кінь · e2 білий кінь · f2 білий пішак · e1 білий король | d8 чорний слон · e6 чорний пішак · g6 чорний пішак · a5 біла тура · g5 білий слон · b4 чорний пішак · e4 чорний король · g4 чорний кінь · e2 білий кінь · f2 білий пішак · e1 білий король | d8 чорний слон · e6 чорний пішак · g6 чорний пішак · a5 біла тура · g5 білий слон · b4 чорний пішак · e4 чорний король · g4 чорний кінь · e2 білий кінь · f2 білий пішак · e1 білий король | d8 чорний слон · e6 чорний пішак · g6 чорний пішак · a5 біла тура · g5 білий слон · b4 чорний пішак · e4 чорний король · g4 чорний кінь · e2 білий кінь · f2 білий пішак · e1 білий король | 2 |
| 1 | d8 чорний слон · e6 чорний пішак · g6 чорний пішак · a5 біла тура · g5 білий слон · b4 чорний пішак · e4 чорний король · g4 чорний кінь · e2 білий кінь · f2 білий пішак · e1 білий король | d8 чорний слон · e6 чорний пішак · g6 чорний пішак · a5 біла тура · g5 білий слон · b4 чорний пішак · e4 чорний король · g4 чорний кінь · e2 білий кінь · f2 білий пішак · e1 білий король | d8 чорний слон · e6 чорний пішак · g6 чорний пішак · a5 біла тура · g5 білий слон · b4 чорний пішак · e4 чорний король · g4 чорний кінь · e2 білий кінь · f2 білий пішак · e1 білий король | d8 чорний слон · e6 чорний пішак · g6 чорний пішак · a5 біла тура · g5 білий слон · b4 чорний пішак · e4 чорний король · g4 чорний кінь · e2 білий кінь · f2 білий пішак · e1 білий король | d8 чорний слон · e6 чорний пішак · g6 чорний пішак · a5 біла тура · g5 білий слон · b4 чорний пішак · e4 чорний король · g4 чорний кінь · e2 білий кінь · f2 білий пішак · e1 білий король | d8 чорний слон · e6 чорний пішак · g6 чорний пішак · a5 біла тура · g5 білий слон · b4 чорний пішак · e4 чорний король · g4 чорний кінь · e2 білий кінь · f2 білий пішак · e1 білий король | d8 чорний слон · e6 чорний пішак · g6 чорний пішак · a5 біла тура · g5 білий слон · b4 чорний пішак · e4 чорний король · g4 чорний кінь · e2 білий кінь · f2 білий пішак · e1 білий король | d8 чорний слон · e6 чорний пішак · g6 чорний пішак · a5 біла тура · g5 білий слон · b4 чорний пішак · e4 чорний король · g4 чорний кінь · e2 білий кінь · f2 білий пішак · e1 білий король | 1 |
|   | a | b | c | d | e | f | g | h |   |

b) -b4

a) 1. L:a5 f4 2. Kf5 Sg3#
b) 1. L:g5 f3+ 2. Ke3 Ta3#